# BDC-Marcpol Team
BDC-Marcpol Team was een wielerploeg die een Poolse licentie had. De ploeg bestaat vanaf 2011, maar werd maar officieel opgericht in 2012 en opgeheven in 2014. BDC-Marcpol Team kwam uit in de continentale circuits van de UCI. Dariusz Banaszek was de manager van het team.

## Bekende renners
- Dariusz Baranowski (2011-2012)
- Mateusz Komar (2011-2014)
- Dariusz Rudnicki (2011-2012)
- Marcin Sapa (2011-2013)
- Adam Wadecki (2012)
- Konrad Dąbkowski (2012-2013)
- Robert Radosz (2012-2014)
- Adrian Banaszek (2012-2014)
- Eryk Latoń (2012-2014)
- Paweł Bernas (2013-2014)
- Kamil Gradek (2013-2014)
- Leszek Pluciński (2013-2014)
- Błażej Janiaczyk (2014)
- Adam Stachowiak (2014)